# Max Ballin
Max Ballin, född den 12 juni 1865 i Hamburg, död den 12 april 1921 på Frederiksberg, var en dansk affärsman.
Ballin, som avlade filosofie kandidatexamen 1885, blev 1897 direktör för en läderfabrik i Köpenhamn och senare för sådana i Sverige och Tyskland. Han tog betydande del i arbetsgivarnas organisation samt var medlem av Industriforeningens styrelse, Industriraadet och den fasta skiljedomsrätten med mera. Under första världskriget utövade han stort inflytande på prisregleringen och förtjänade en stor förmögenhet, vars förlust drev honom till självmord.

## Utmärkelser
- Riddare av Dannebrogorden,  1912[1]
- Dannebrogsmännens hederstecken,  1918[1]
- Kommendör av Dannebrogorden,  1920[1]

[Redigera Wikidata]